# سور كوه (أملش الشمالي)
سور کوه (بالفارسية: سورکوه) هي قرية تقع في إيران في قسم أملش الشمالی الريفي. يقدر عدد سكانها بـ 652 نسمة بحسب إحصاء 2016.